# Antonio Greco
Antonio Greco (La Paz, 17 september 1923) is een voormalig Boliviaans voetballer die als verdediger speelde.
Greco kwam uit voor Club Litoral. Hij nam met het Boliviaans voetbalelftal deel aan het WK voetbal 1950 in Brazilië.